# Jehan-Jacques Blancpain
Jehan-Jacques Blancpain, né en 1693, est un industriel suisse du début du XVIIIe siècle, qui a marqué l'histoire de l'horlogerie en créant la société Blancpain en 1735, dans la localité de Villeret, dont il fut le maire, dans le Vallon de Saint-Imier, dans le Jura suisse, après avoir commencé sa carrière comme instituteur. La maison horlogère Blancpain affiche fièrement ses couleurs traditionalistes au travers de ce slogan publicitaire « Depuis 1735, il n'y a pas eu de montre Blancpain à quartz. Et il n'y en aura jamais. » Blancpain ne fabrique que des garde-temps mécaniques de prestige, selon les méthodes artisanales les plus éprouvées.

## Biographie
En 1735, le premier étage de sa maison, qui existe encore de nos jours, abrite un atelier d'horlogerie, sous la forme d'un comptoir horloger, à une vingtaine de kilomètres au nord du lac de Neuchâtel. Le rapide essor de l'entreprise, installée dans un relais de poste construit en 1636, repose sur l'offre de nombreuses places d'apprentissage. 
Dans un premier temps, l'entreprise fabriquait uniquement des pièces pour les montres. Mais elle étendit bientôt sa production à des montres de poche réalisées dans leur intégralité. En 1740, un officier prussien qui voyageait dans la contrée entendit parler de 'la prospérité de cette région et sa population'. Il reconnut alors ce qui suit : "Les jours de fêtes, on ne voit pas homme ou femme mieux vêtus : parés comme des vedettes de théâtre, ils sont pourtant bien des paysans de pure souche". En 1764 dans le Vallon de Saint-Imier, on se plaint de la pénurie de logements causée par l'afflux de travailleurs dans l'horlogerie.
Son fils Isaac souhaitait continuer à pratiquer son métier de maître d’école et ce fut le fils d'Isaac, David-Louis Blancpain (né le 21 décembre 1765), qui prit la succession, pour vendre ses montres dans les pays frontaliers. Le petit-neveu du fondateur, Frédéric Emile implante la première usine Blancpain en 1815 à Villeret. L'entreprise reste dans la même famille jusqu'au décès de Frédéric Émile en 1932.
Les Blancpain respectaient une coutume de Villeret selon laquelle il passait pour arrogant et peu avisé d’un point de vue commercial de faire figurer un nom sur une montre. Le seul vestige des créations réalisées par la famille Blancpain avant l’année 1800 a été découvert sur la face interne du fond d’une montre ayant appartenu à Louis XVI, qui portait l’inscription « Blancpain et fils ».

### Sources et références
1. 1 2  « Historique de Blancpain » sur worldtempus.com, consulté le 17 juillet 2016
2. ↑  « L'histoire des Hommes », sur blancpain.com via Wikiwix (consulté le 13 octobre 2023).
3. ↑  Norbert Furrer, Gente ferocissima, 1997, 360 p. (ISBN 978-2-8290-0218-2, lire en ligne), p. 239.
4. ↑  Gente ferocissima: mercenariat et société en Suisse (XVe – XIXe siècle) par Norbert Furrer, page 263
5. ↑  « Accueil », sur hautehorlogerie.org (consulté le 13 octobre 2023).